# Van der Meulen
Van der Meulen ou Vandermeulen est un nom de famille toponymique ou professionnel néerlandais, signifiant "du moulin (à vent/eau)" ( molen en néerlandais moderne) .
Van der Meulen ou sa contraction en Vermeulen (van+der=ver) est un nom allogène néerlandais très répandu dans le monde et notammentau Pays-Bas,  en Belgique et en France, signifiant "du moulin" (forme dialectale du néerlandais molen) , équivalent des patronymes francophones Dumoulin, Desmoulins, Dumolin, notamment.
Les noms construits sur cette particularité topographique sont, par ailleurs, nombreux : Moulin, Moulins, Molin, Moulis, Moulier, Molinet, Molines, Mouly, puis par rapport au métier de meunier : Meulier, Cassegrain, Vilgrain, Foulon, Foulonnier, Foulonneau... et les Meulemans, Meulenaer, etc. flamands.
Variantes :
- van Meulen, van der Meulen, Vermeulen, Vermeule, Vermeulle, Van der Meule, Van der Melen, Vermelen
- van der Molen, Van der Mol, Van der Moolen
- Van Mullen, Van der Mullen
- Vermolen, Vermoelen, Vermuelen, Vermullen
- Voormeulen
- Vermeulin, Vermeuleu

## Patronyme
Van der Meulen est un nom de famille  notamment porté par :

- Adam Frans van der Meulen (1632-1690), peintre baroque flamand
- Agnes van der Meulen (1947-), joueuse de badminton néerlandaise
- Désiré van der Meulen
- Evert van der Meulen (1955-), acteur néerlandais.
- Floor van der Meulen
- Gejus van der Meulen (1903-1972), gardien de but néerlandais
- Hannie Termeulen (1929-2001), nageuse libre néerlandaise
- Kaat Van der Meulen (1995-), coureuse cycliste belge
- Laurens van der Meulen (1643-1719), sculpteur et encadreur flamand
- Manouk van der Meulen (1961-), actrice néerlandaise.
- Matthijs van der Meulen (1888-1967), compositeur et journaliste musical néerlandais (en 1915 a changé son nom en "Matthijs Vermeulen")
- Servaes van der Meulen (1525-1592), compositeur et organiste flamand

## Famille
- Famille Van der Meulen, ancienne et importante famille de mareyeurs bruxellois.